# Cheickna Doumbia
Cheickna Doumbia (ur. 14 czerwca 2003 w Bamako) – malijski piłkarz grający na pozycji napastnika w emirackim klubie Shabab Al-Ahli. Młodzieżowy reprezentant Mali. Uczestnik Letnich Igrzysk Olimpijskich 2024 w Paryżu.

## Sukcesy

### Shabab Al-Ahli
- Mistrzostwo Zjednoczonych Emiratów Arabskich: 2022/23(inne języki)
- Wicemistrzostwo Zjednoczonych Emiratów Arabskich: 2023/24(inne języki)
- Finalista UAE League Cup(inne języki): 2021/22(inne języki)
- Zdobywca Superpucharu Zjednoczonych Emiratów Arabskich(inne języki): 2023(inne języki)
- Finalista Superpucharu Zjednoczonych Emiratów Arabskich(inne języki): 2021(inne języki)
- Zdobywca Qatar–UAE Super Shield: 2024